# Aprile ogni goccia un barile
Aprile ogni goccia un barile è un proverbio a sfondo laico, appartenente al genere agricolo-meteorologico, dato che si occupa delle caratteristiche meteorologiche del mese di aprile, tra le quali vi è anche la pioggia, che è propizia per l'agricoltura e soprattutto per la vite.

## Aprile e la pioggia

### La pioggia vale un carro d'oro
Le prime piogge di aprile sono auspicate e invocate perché utili soprattutto ai contadini e il loro valore è inestimabile.